# Rio Finişel
O Rio Finişel é um rio da Romênia, afluente do Feneş, localizado no distrito de Cluj.